# 阿尔格米森
阿尔格米森是德国下萨克森州的一个市镇。总面积35.62平方公里，总人口7892人，其中男性3919人，女性3973人（2011年12月31日），人口密度222人/平方公里。